# Llista de topònims de Soses
Llista de topònims (noms propis de lloc) del municipi de Soses, al Segrià
Informació actualitzada per un bot. Els canvis manuals es perdran quan s'actualitzi!

## cabana
| imatge | Nom                             | Ubicat a | instància de | Detalls | coordenades                                                          | Protecció | Commons (més fotos) | Dades a WD                    |
| ------ | ------------------------------- | -------- | ------------ | ------- | -------------------------------------------------------------------- | --------- | ------------------- | ----------------------------- |
|        | caseta de l'Àlvaro de la Isabel | Soses    | cabana       |         | 41° 32′ 46″ N, 0° 28′ 32″ E / 41.5462194250908°N,0.475526426538942°E |           |                     | Modifica les dades a Wikidata |
|        | caseta del Jep                  | Soses    | cabana       |         | 41° 32′ 45″ N, 0° 28′ 28″ E / 41.5458270585538°N,0.474474728603832°E |           |                     | Modifica les dades a Wikidata |
|        | corral del Tigo                 | Soses    | cabana       |         | 41° 30′ 13″ N, 0° 28′ 23″ E / 41.503697390304°N,0.472926613335807°E  |           |                     | Modifica les dades a Wikidata |

## església
| imatge | Nom                   | Ubicat a | instància de | Detalls                                         | coordenades                                          | Protecció                                  | Commons (més fotos)   | Dades a WD                    |
| ------ | --------------------- | -------- | ------------ | ----------------------------------------------- | ---------------------------------------------------- | ------------------------------------------ | --------------------- | ----------------------------- |
|        | Sant Llorenç de Soses | Soses    | església     | Estil: arquitectura gòtica arquitectura barroca | 41° 32′ 00″ N, 0° 29′ 15″ E / 41.5333°N,0.487418°E   | bé cultural d'interès local                | Sant Llorenç de Soses | Modifica les dades a Wikidata |
|        | Sant Miquel de Soses  | Soses    | església     |                                                 | 41° 32′ 37″ N, 0° 29′ 36″ E / 41.543607°N,0.493266°E | bé integrant del patrimoni cultural català | Sant Miquel de Soses  | Modifica les dades a Wikidata |

## granja
| imatge | Nom                              | Ubicat a | instància de | Detalls | coordenades                                                          | Protecció | Commons (més fotos) | Dades a WD                    |
| ------ | -------------------------------- | -------- | ------------ | ------- | -------------------------------------------------------------------- | --------- | ------------------- | ----------------------------- |
|        | Granges de l'Amadeu Roig         | Soses    | granja       |         | 41° 33′ 31″ N, 0° 28′ 33″ E / 41.5585458423538°N,0.47578992085833°E  |           |                     | Modifica les dades a Wikidata |
|        | Granges del Costa                | Soses    | granja       |         | 41° 34′ 31″ N, 0° 26′ 00″ E / 41.5753837822798°N,0.433335368358112°E |           |                     | Modifica les dades a Wikidata |
|        | Granges del Gatnau               | Soses    | granja       |         | 41° 32′ 33″ N, 0° 27′ 21″ E / 41.5423792219531°N,0.45576418609484°E  |           |                     | Modifica les dades a Wikidata |
|        | Granges del Miquel Anton         | Soses    | granja       |         | 41° 32′ 55″ N, 0° 27′ 28″ E / 41.548564703221°N,0.457715505711753°E  |           |                     | Modifica les dades a Wikidata |
|        | Granja Viladegut                 | Soses    | granja       |         | 41° 31′ 11″ N, 0° 29′ 04″ E / 41.5197280963393°N,0.484394139984153°E |           |                     | Modifica les dades a Wikidata |
|        | Granja d'Alejandro               | Soses    | granja       |         | 41° 32′ 54″ N, 0° 28′ 05″ E / 41.5483673584205°N,0.467949759236177°E |           |                     | Modifica les dades a Wikidata |
|        | Granja de Víctor                 | Soses    | granja       |         | 41° 32′ 56″ N, 0° 28′ 27″ E / 41.5489006347454°N,0.474175202541968°E |           |                     | Modifica les dades a Wikidata |
|        | Granja de la Clamor              | Soses    | granja       |         | 41° 31′ 01″ N, 0° 27′ 24″ E / 41.5170259062494°N,0.456554268774906°E |           |                     | Modifica les dades a Wikidata |
|        | Granja del Canales               | Soses    | granja       |         | 41° 31′ 52″ N, 0° 27′ 08″ E / 41.5309771175676°N,0.452100202319013°E |           |                     | Modifica les dades a Wikidata |
|        | Granja del Colell                | Soses    | granja       |         | 41° 32′ 58″ N, 0° 28′ 39″ E / 41.5493318837876°N,0.477407445837525°E |           |                     | Modifica les dades a Wikidata |
|        | Granja del Francisco Sastre      | Soses    | granja       |         | 41° 32′ 55″ N, 0° 27′ 38″ E / 41.5486298544138°N,0.46066222789499°E  |           |                     | Modifica les dades a Wikidata |
|        | Granja del Gener                 | Soses    | granja       |         | 41° 33′ 40″ N, 0° 28′ 15″ E / 41.5610641035258°N,0.470715496070903°E |           |                     | Modifica les dades a Wikidata |
|        | Granja del Jesús                 | Soses    | granja       |         | 41° 32′ 05″ N, 0° 28′ 44″ E / 41.5347542159552°N,0.47880134565253°E  |           |                     | Modifica les dades a Wikidata |
|        | Granja del Maginer               | Soses    | granja       |         | 41° 30′ 54″ N, 0° 27′ 44″ E / 41.5149829616233°N,0.462326082709318°E |           |                     | Modifica les dades a Wikidata |
|        | Granja del Manel de Tornoveses   | Soses    | granja       |         | 41° 32′ 19″ N, 0° 28′ 38″ E / 41.5387000822825°N,0.477209552630712°E |           |                     | Modifica les dades a Wikidata |
|        | Granja del Miquel Moreres        | Soses    | granja       |         | 41° 33′ 06″ N, 0° 28′ 41″ E / 41.5516438870671°N,0.478108814590305°E |           |                     | Modifica les dades a Wikidata |
|        | Granja del Miqueló               | Soses    | granja       |         | 41° 32′ 27″ N, 0° 28′ 26″ E / 41.5408532889024°N,0.473961114716227°E |           |                     | Modifica les dades a Wikidata |
|        | Granja del Ramon de la Isabeleta | Soses    | granja       |         | 41° 31′ 34″ N, 0° 28′ 35″ E / 41.5262429705141°N,0.476327550889736°E |           |                     | Modifica les dades a Wikidata |
|        | Granja del Ramon del Ranxo       | Soses    | granja       |         | 41° 31′ 58″ N, 0° 28′ 30″ E / 41.5328587218511°N,0.474919605791582°E |           |                     | Modifica les dades a Wikidata |
|        | Granja del Soler                 | Soses    | granja       |         | 41° 33′ 31″ N, 0° 28′ 14″ E / 41.5586458950959°N,0.470510073925983°E |           |                     | Modifica les dades a Wikidata |

## masia
| imatge | Nom                           | Ubicat a | instància de | Detalls | coordenades                                                          | Protecció | Commons (més fotos) | Dades a WD                    |
| ------ | ----------------------------- | -------- | ------------ | ------- | -------------------------------------------------------------------- | --------- | ------------------- | ----------------------------- |
|        | Bep de Tano                   | Soses    | masia        |         | 41° 34′ 48″ N, 0° 26′ 08″ E / 41.5800282940829°N,0.435634259275425°E |           |                     | Modifica les dades a Wikidata |
|        | Caseta d'Antònio              | Soses    | masia        |         | 41° 31′ 41″ N, 0° 27′ 27″ E / 41.5280946554174°N,0.457366973126394°E |           |                     | Modifica les dades a Wikidata |
|        | Caseta de l'Angelet del Gep   | Soses    | masia        |         | 41° 31′ 43″ N, 0° 27′ 36″ E / 41.5286123639029°N,0.460007409221211°E |           |                     | Modifica les dades a Wikidata |
|        | Caseta de la Serra del Pedró  | Soses    | masia        |         | 41° 32′ 01″ N, 0° 27′ 34″ E / 41.5336457206047°N,0.459546690536401°E |           |                     | Modifica les dades a Wikidata |
|        | Caseta del Campmany           | Soses    | masia        |         | 41° 31′ 57″ N, 0° 28′ 02″ E / 41.5325368282962°N,0.467249129899749°E |           |                     | Modifica les dades a Wikidata |
|        | Caseta del Maruco             | Soses    | masia        |         | 41° 31′ 31″ N, 0° 27′ 45″ E / 41.5252990148581°N,0.462498046632362°E |           |                     | Modifica les dades a Wikidata |
|        | Caseta del Pepito del Gep     | Soses    | masia        |         | 41° 31′ 45″ N, 0° 27′ 42″ E / 41.5290434881056°N,0.461584581008429°E |           |                     | Modifica les dades a Wikidata |
|        | Caseta del Ramon de Casals    | Soses    | masia        |         | 41° 31′ 41″ N, 0° 27′ 48″ E / 41.5279834728354°N,0.463339912978533°E |           |                     | Modifica les dades a Wikidata |
|        | Caseta del Ramonet del Gep    | Soses    | masia        |         | 41° 31′ 50″ N, 0° 27′ 46″ E / 41.5306740538029°N,0.462827230419739°E |           |                     | Modifica les dades a Wikidata |
|        | Caseta del Riera              | Soses    | masia        |         | 41° 31′ 55″ N, 0° 28′ 01″ E / 41.5319098555085°N,0.466997927261921°E |           |                     | Modifica les dades a Wikidata |
|        | Caseta del Toni               | Soses    | masia        |         | 41° 31′ 36″ N, 0° 27′ 40″ E / 41.5266035633709°N,0.461212602910486°E |           |                     | Modifica les dades a Wikidata |
|        | Mas Carail                    | Soses    | masia        |         | 41° 34′ 22″ N, 0° 26′ 35″ E / 41.5728646912°N,0.443149805975723°E    |           |                     | Modifica les dades a Wikidata |
|        | Mas Visart                    | Soses    | masia        |         | 41° 34′ 30″ N, 0° 26′ 11″ E / 41.5750574103365°N,0.436466684783492°E |           |                     | Modifica les dades a Wikidata |
|        | Mas de Jaume de la Batista    | Soses    | masia        |         | 41° 32′ 55″ N, 0° 27′ 55″ E / 41.5485260217323°N,0.465341969536465°E |           |                     | Modifica les dades a Wikidata |
|        | Mas de Joan Andrés            | Soses    | masia        |         | 41° 31′ 20″ N, 0° 26′ 57″ E / 41.5221964678901°N,0.449281104053089°E |           |                     | Modifica les dades a Wikidata |
|        | Mas de Llorenç del Po         | Soses    | masia        |         | 41° 32′ 07″ N, 0° 28′ 07″ E / 41.5352476961883°N,0.468473808627135°E |           |                     | Modifica les dades a Wikidata |
|        | Mas de Mariano Nyanyo         | Soses    | masia        |         | 41° 31′ 53″ N, 0° 26′ 32″ E / 41.5313100328511°N,0.442354735259807°E |           |                     | Modifica les dades a Wikidata |
|        | Mas de Palet de Sisó          | Soses    | masia        |         | 41° 34′ 15″ N, 0° 26′ 44″ E / 41.5707049272268°N,0.445657612123417°E |           |                     | Modifica les dades a Wikidata |
|        | Mas de Quelet                 | Soses    | masia        |         | 41° 34′ 19″ N, 0° 26′ 39″ E / 41.5719676524463°N,0.444120674723474°E |           |                     | Modifica les dades a Wikidata |
|        | Mas de l'Amadeu               | Soses    | masia        |         | 41° 33′ 24″ N, 0° 28′ 04″ E / 41.5567820658941°N,0.467669113987352°E |           |                     | Modifica les dades a Wikidata |
|        | Mas de l'Apotecari            | Soses    | masia        |         | 41° 32′ 39″ N, 0° 28′ 19″ E / 41.5441843092891°N,0.471853353888382°E |           |                     | Modifica les dades a Wikidata |
|        | Mas de l'Oliva                | Soses    | masia        |         | 41° 32′ 18″ N, 0° 28′ 14″ E / 41.538239438566°N,0.47064374982732°E   |           |                     | Modifica les dades a Wikidata |
|        | Mas del Campaner              | Soses    | masia        |         | 41° 30′ 15″ N, 0° 28′ 39″ E / 41.5042475067245°N,0.477469871749518°E |           |                     | Modifica les dades a Wikidata |
|        | Mas del Canales               | Soses    | masia        |         | 41° 32′ 04″ N, 0° 27′ 07″ E / 41.5343171463784°N,0.452040966615072°E |           |                     | Modifica les dades a Wikidata |
|        | Mas del Conrado               | Soses    | masia        |         | 41° 32′ 17″ N, 0° 26′ 32″ E / 41.5381138947351°N,0.442134465052005°E |           |                     | Modifica les dades a Wikidata |
|        | Mas del Costa                 | Soses    | masia        |         | 41° 34′ 02″ N, 0° 26′ 18″ E / 41.5671109109589°N,0.438352031536609°E |           |                     | Modifica les dades a Wikidata |
|        | Mas del Càndido               | Soses    | masia        |         | 41° 30′ 58″ N, 0° 28′ 34″ E / 41.5160139723749°N,0.476018194778778°E |           |                     | Modifica les dades a Wikidata |
|        | Mas del Domingo               | Soses    | masia        |         | 41° 31′ 50″ N, 0° 27′ 31″ E / 41.5306801667619°N,0.458620043200184°E |           |                     | Modifica les dades a Wikidata |
|        | Mas del Ferran                | Soses    | masia        |         | 41° 31′ 34″ N, 0° 26′ 16″ E / 41.5261113131473°N,0.437813657279571°E |           |                     | Modifica les dades a Wikidata |
|        | Mas del Francisco del Forn    | Soses    | masia        |         | 41° 33′ 14″ N, 0° 27′ 53″ E / 41.5539317801098°N,0.464615097363394°E |           |                     | Modifica les dades a Wikidata |
|        | Mas del Francisco la Casaleta | Soses    | masia        |         | 41° 32′ 57″ N, 0° 27′ 23″ E / 41.5492194309516°N,0.456371045212339°E |           |                     | Modifica les dades a Wikidata |
|        | Mas del Joan                  | Soses    | masia        |         | 41° 33′ 44″ N, 0° 27′ 54″ E / 41.5622641287366°N,0.465092641946623°E |           |                     | Modifica les dades a Wikidata |
|        | Mas del Joanet del Borrós     | Soses    | masia        |         | 41° 32′ 22″ N, 0° 26′ 31″ E / 41.539402875397°N,0.44182934588454°E   |           |                     | Modifica les dades a Wikidata |
|        | Mas del Jordi Toni            | Soses    | masia        |         | 41° 32′ 02″ N, 0° 28′ 01″ E / 41.5340083729871°N,0.466999910457897°E |           |                     | Modifica les dades a Wikidata |
|        | Mas del Matiner               | Soses    | masia        |         | 41° 30′ 12″ N, 0° 28′ 38″ E / 41.5033297052738°N,0.477098174983686°E |           |                     | Modifica les dades a Wikidata |
|        | Mas del Messeguer             | Soses    | masia        |         | 41° 32′ 53″ N, 0° 27′ 36″ E / 41.5479462277699°N,0.459885745799033°E |           |                     | Modifica les dades a Wikidata |
|        | Mas del Miquel Anton          | Soses    | masia        |         | 41° 32′ 49″ N, 0° 27′ 33″ E / 41.5469590305839°N,0.459229070596688°E |           |                     | Modifica les dades a Wikidata |
|        | Mas del Miquelet Bessonet     | Soses    | masia        |         | 41° 32′ 42″ N, 0° 28′ 17″ E / 41.5451292006782°N,0.471408921847116°E |           |                     | Modifica les dades a Wikidata |
|        | Mas del Mixó                  | Soses    | masia        |         | 41° 32′ 51″ N, 0° 27′ 12″ E / 41.5475061229015°N,0.453429076178385°E |           |                     | Modifica les dades a Wikidata |
|        | Mas del Muntanyès             | Soses    | masia        |         | 41° 33′ 09″ N, 0° 28′ 33″ E / 41.552549611045°N,0.475879479188823°E  |           |                     | Modifica les dades a Wikidata |
|        | Mas del Muntanyés             | Soses    | masia        |         | 41° 31′ 07″ N, 0° 28′ 34″ E / 41.518547937571°N,0.47620441365776°E   |           |                     | Modifica les dades a Wikidata |
|        | Mas del Patenis               | Soses    | masia        |         | 41° 31′ 43″ N, 0° 26′ 14″ E / 41.5286479777374°N,0.437270057134367°E |           |                     | Modifica les dades a Wikidata |
|        | Mas del Pepito el Redín       | Soses    | masia        |         | 41° 31′ 57″ N, 0° 26′ 48″ E / 41.5323983835037°N,0.446746622693478°E |           |                     | Modifica les dades a Wikidata |
|        | Mas del Polònia               | Soses    | masia        |         | 41° 30′ 42″ N, 0° 28′ 30″ E / 41.5117490383742°N,0.474973778255467°E |           |                     | Modifica les dades a Wikidata |
|        | Mas del Pradell               | Soses    | masia        |         | 41° 34′ 15″ N, 0° 26′ 30″ E / 41.570923540498°N,0.44178463130474°E   |           |                     | Modifica les dades a Wikidata |
|        | Mas del Ramon del Nen         | Soses    | masia        |         | 41° 33′ 09″ N, 0° 27′ 34″ E / 41.5524486530727°N,0.459445606729102°E |           |                     | Modifica les dades a Wikidata |
|        | Mas del Rito                  | Soses    | masia        |         | 41° 30′ 50″ N, 0° 28′ 04″ E / 41.5137795202087°N,0.46778920079505°E  |           |                     | Modifica les dades a Wikidata |
|        | Mas del Santet                | Soses    | masia        |         | 41° 31′ 38″ N, 0° 26′ 57″ E / 41.5271270987361°N,0.449063360202067°E |           |                     | Modifica les dades a Wikidata |
|        | Mas del Santiago Laguàrdia    | Soses    | masia        |         | 41° 30′ 46″ N, 0° 28′ 33″ E / 41.5126411063506°N,0.475813796956391°E |           |                     | Modifica les dades a Wikidata |
|        | Mas del Santiago Lanegre      | Soses    | masia        |         | 41° 31′ 59″ N, 0° 26′ 11″ E / 41.5329183851032°N,0.436526075334973°E |           |                     | Modifica les dades a Wikidata |
|        | Mas del Sastre                | Soses    | masia        |         | 41° 32′ 56″ N, 0° 27′ 38″ E / 41.548826284505°N,0.46063978942614°E   |           |                     | Modifica les dades a Wikidata |
|        | Mas del Sèpia                 | Soses    | masia        |         | 41° 33′ 26″ N, 0° 27′ 15″ E / 41.5571663005073°N,0.45408084812378°E  |           |                     | Modifica les dades a Wikidata |
|        | Mas del Tigo                  | Soses    | masia        |         | 41° 33′ 38″ N, 0° 26′ 42″ E / 41.5605559110276°N,0.444894428590666°E |           |                     | Modifica les dades a Wikidata |
|        | Mas del Xumbo                 | Soses    | masia        |         | 41° 34′ 45″ N, 0° 26′ 33″ E / 41.5791010096192°N,0.442519855041876°E |           |                     | Modifica les dades a Wikidata |
|        | Mas vell de la Clamor         | Soses    | masia        |         | 41° 31′ 34″ N, 0° 26′ 30″ E / 41.5262443314469°N,0.441763377879757°E |           |                     | Modifica les dades a Wikidata |
|        | Maset del Molins              | Soses    | masia        |         | 41° 32′ 15″ N, 0° 27′ 20″ E / 41.5375631549539°N,0.455461601910117°E |           |                     | Modifica les dades a Wikidata |
|        | Maset del Plorador            | Soses    | masia        |         | 41° 31′ 30″ N, 0° 27′ 56″ E / 41.5250712856203°N,0.465646908117716°E |           |                     | Modifica les dades a Wikidata |
|        | Maset del Ramon de la Isabel  | Soses    | masia        |         | 41° 33′ 04″ N, 0° 28′ 34″ E / 41.5511968713761°N,0.476207891491653°E |           |                     | Modifica les dades a Wikidata |
|        | Maset del Vilaró              | Soses    | masia        |         | 41° 32′ 12″ N, 0° 27′ 22″ E / 41.5365529688847°N,0.456208436067291°E |           |                     | Modifica les dades a Wikidata |
|        | Torre del Matapuros           | Soses    | masia        |         | 41° 31′ 06″ N, 0° 27′ 35″ E / 41.5182928831103°N,0.45968021050277°E  |           |                     | Modifica les dades a Wikidata |
|        | la Torre del Tonyo            | Soses    | masia        |         | 41° 31′ 11″ N, 0° 29′ 14″ E / 41.5198410227708°N,0.487086081068884°E |           |                     | Modifica les dades a Wikidata |

## muntanya
| imatge | Nom              | Ubicat a | instància de | Detalls | coordenades                                                   | Protecció | Commons (més fotos) | Dades a WD                    |
| ------ | ---------------- | -------- | ------------ | ------- | ------------------------------------------------------------- | --------- | ------------------- | ----------------------------- |
|        | Serra del Ros    | Soses    | muntanya     |         | 41° 32′ 12″ N, 0° 27′ 06″ E / 41.5367°N,0.4517°E              |           |                     | Modifica les dades a Wikidata |
|        | Serreta del Comú | Soses    | muntanya     |         | 41° 33′ 14″ N, 0° 28′ 57″ E / 41.5539°N,0.482539°E 156.9 msnm |           |                     | Modifica les dades a Wikidata |

## serra
| imatge | Nom                | Ubicat a              | instància de | Detalls | coordenades                                                         | Protecció | Commons (més fotos) | Dades a WD                    |
| ------ | ------------------ | --------------------- | ------------ | ------- | ------------------------------------------------------------------- | --------- | ------------------- | ----------------------------- |
|        | Serres de Vilanova | Soses Torres de Segre | serra        |         | 41° 33′ 59″ N, 0° 27′ 14″ E / 41.56642778°N,0.45394722°E 231.9 msnm |           |                     | Modifica les dades a Wikidata |
|        | serra Pedregosa    | Soses                 | serra        |         | 41° 33′ 51″ N, 0° 25′ 50″ E / 41.56425556°N,0.43067222°E 225.5 msnm |           |                     | Modifica les dades a Wikidata |
|        | serra de Montull   | Soses                 | serra        |         | 41° 32′ 47″ N, 0° 27′ 03″ E / 41.5463°N,0.450952°E 213.7 msnm       |           |                     | Modifica les dades a Wikidata |
|        | serra dels Gebuts  | Soses                 | serra        |         | 41° 31′ 22″ N, 0° 28′ 34″ E / 41.52265°N,0.476086°E 177.9 msnm      |           |                     | Modifica les dades a Wikidata |

## Misc
| imatge | Nom                           | Ubicat a                       | instància de                                   | Detalls                                      | coordenades                                                                                       | Protecció                                            | Commons (més fotos) | Dades a WD                    |
| ------ | ----------------------------- | ------------------------------ | ---------------------------------------------- | -------------------------------------------- | ------------------------------------------------------------------------------------------------- | ---------------------------------------------------- | ------------------- | ----------------------------- |
|        | Cal Massot                    | Soses                          | casa                                           | Estil: arquitectura popular                  | 41° 32′ 03″ N, 0° 29′ 17″ E / 41.534194°N,0.487975°E                                              | bé integrant del patrimoni cultural català           |                     | Modifica les dades a Wikidata |
|        | Castell de Gebut              | Soses                          | castell                                        |                                              | 41° 30′ 49″ N, 0° 28′ 21″ E / 41.513727°N,0.4724°E 142 msnm                                       | bé d'interès cultural bé cultural d'interès nacional | Castell de Gebut    | Modifica les dades a Wikidata |
|        | Pantà i Bassa de les Trotes   | Soses Torres de Segre Alcarràs | zona humida embassament                        | Superfície: 7.34ha                           | 41° 33′ 28″ N, 0° 29′ 23″ E / 41.5578°N,0.4896°E                                                  |                                                      |                     | Modifica les dades a Wikidata |
|        | Poblat ibèric de Gebut        | Soses                          | poblat ibèric despoblat                        |                                              | 41° 30′ 44″ N, 0° 28′ 34″ E / 41.5121371203784°N,0.476240782688818°E                              |                                                      |                     | Modifica les dades a Wikidata |
|        | Polígon industrial Les Planes | Soses                          | polígon industrial                             |                                              | 41° 33′ 04″ N, 0° 29′ 44″ E / 41.55113392989°N,0.49556126697428°E                                 |                                                      |                     | Modifica les dades a Wikidata |
|        | Pont de la Clamor             | Soses                          | pont                                           |                                              | 41° 43′ 40″ N, 0° 23′ 29″ E / 41.7277654842037°N,0.391268842604362°E                              |                                                      |                     | Modifica les dades a Wikidata |
|        | Segre                         | Catalunya Pirineus Orientals   | riu curs d'aigua riu aurífer                   | Desemboca: Ebre Llarg: 265km Conca: 22400km² | 42° 24′ 09″ N, 2° 06′ 30″ E / 42.4025°N,2.1084°E 41° 21′ 48″ N, 0° 18′ 16″ E / 41.3633°N,0.3044°E |                                                      | Segre River         | Modifica les dades a Wikidata |
|        | Soses                         | Soses                          | entitat singular de població capital municipal | 1870 hab                                     | 41° 32′ 08″ N, 0° 29′ 10″ E / 41.53547622°N,0.4860374°E 130 msnm                                  |                                                      |                     | Modifica les dades a Wikidata |
|        | casa consistorial de Soses    | Soses                          | casa consistorial                              |                                              | 41° 31′ 59″ N, 0° 29′ 14″ E / 41.5330277°N,0.4873163°E                                            |                                                      |                     | Modifica les dades a Wikidata |